# Портрет графа Н. Д. Гурьева
«Портрет графа Н. Д. Гурьева» — картина французского художника Жана Огюста Доминика Энгра из собрания Государственного Эрмитажа, единственный «русский» портрет в его творчестве.
На картине изображён флигель-адъютант граф Николай Дмитриевич Гурьев, она написана в 1820—1821 годах, во время пребывания семьи Гурьевых во Флоренции. Энгр также в это время проживал в этом городе и нуждался в деньгах, 20 апреля 1821 года он писал своему другу Жилиберу (имея в виду Гурьева): «…я обладаю скромной суммой от 150 до 160 луидоров, не считая не полученной ещё платы за портрет одного русского вельможи, который я только что здесь написал». На парапете, на который опирается Гурьев, художником указаны подпись, место и дата: Ingres, Flor. 1821.
После смерти Гурьева портрет оставался в собственности его вдовы Марины Дмитриевны Гурьевой (урождённой Нарышкиной) и впоследствии был унаследован её родственниками в Санкт-Петербурге. К началу Октябрьской революции картиной владела А. Н. Нарышкина, в 1918 году картина была национализирована и поступила в Государственный музейный фонд, откуда в 1922 году была передана в Государственный Эрмитаж. С конца 2014 года выставляется в здании Главного штаба в зале 303.
Главный научный сотрудник Отдела западноевропейского изобразительного искусства Государственного Эрмитажа, доктор искусствоведения А. Г. Костеневич в своём очерке французского искусства XIX — начала XX века провёл детальный анализ картины:

Картина Энгра построена по устоявшимся правилам парадного портрета с пирамидальной композицией, но в застылую торжественность такого рода сцен художник умеет привнести ноту элегантной непринуждённости. В архитектонике, линеарности, открытом цвете картины можно уловить сходство с портретами Бронзино и Понтормо. … Живопись довольно плоскостна, лишь лицо трактовано более объёмно, скульптурно. Обобщённо переданы костюм и пейзаж, так что вся картина складывается из немногих цветовых зон и ограниченного количества упругих линий, вступающих в перекличку друг с другом.

Картина по праву считается одной из лучших в творчестве Энгра зрелого периода и регулярно участвует в различных выставках: в Париже в 1965—1966, 1968 и 1974—1975 годах, в Бордо в 1965 году, в Турине в 2016 году, в Сеуле в 2017—2018 годах.